# Mas Rissec
El Mas Rissec és una obra d'Avinyonet de Puigventós (Alt Empordà) inclosa a l'Inventari del Patrimoni Arquitectònic de Catalunya.

## Descripció
Gran casal situat als afores del poble, a la carretera que porta d'Avinyonet a Vilanant. L'element més destacat de la façana és la porta en arc de mig punt amb grans dovelles. També cal destacar la terrassa la costat de la porta, suportada per una volta de canó formada amb grans carreus a les cantonades. L'element més destacat d'aquesta construcció, és una capella adossada a la casa, amb una porta rectangular i un petit òcul a la part superior. Al teulat hi ha un petit campanar d'època moderna.